# Sunderland AFC
Sunderland AFC (celým názvem: Sunderland Association Football Club) je anglický fotbalový klub, který sídlí ve městě Sunderland v metropolitním hrabství Tyne and Wear. Založen byl v roce 1879 pod názvem Sunderland & District Teachers AFC. Svůj současný název nese od roku 1881. Od sezóny 2025/26 bude působit v Premier League (nejvyšší soutěž). Postup si vybojoval výhrou ve finále Play-off EFL Championship v sezóně 2024/25.
Sunderland se roky marně pokoušel dostat ze 3. ligy. V sezoně 2018/19 smolně prohrál s Charlton Athletic FC ve finále play off o postup do 2. ligy 1:2 gólem z 94. minuty. V sezoně 2019/20 se držel blízko postupových příček, ale sezona byla kvůli epidemii koronaviru předčasně ukončena a Sunderland skončil až 8. a nedostal se ani do play off.
V sezóně 2021/22 postoupil z 6. Místa EFL League One do postupového play-off. V semifinále dostal Sunderland Sheffield Wednesday FC, se kterým první zápas vyhrál 1:0 a další remizoval 1:1 což znamená, že postoupil do finále, do kterého postoupil také tým Wycombe Wanderers. Ve finále se hraje jen jeden zápas, a ten Sunderland vyhrál. Sunderland se tak po čtyřech letech v sezóně 2021/22 dostává do 2. nejvyšší soutěže.
6x se stal mistrem Anglie.
Své domácí zápasy odehrává na stadionu Stadium of Light s kapacitou 48 707 diváků.

## Historie

#### 1879–1908
Klub byl založen jako Sunderland and District Teachers A.F.C. učitelem Jamesem Allanem; předpokládaným datem založení je říjen 1879. Důkazy však naznačují, že formální klub vznikl až o rok později, 25. září 1880. Tým byl přejmenován na Sunderland A.F.C. a v říjnu 1880 se stal dostupný nejen učitelům školy.
Sunderland vstoupil do fotbalové ligy v sezóně 1890–91. Tom Watson se stal prvním manažerem Sunderlandu, jmenován byl v roce 1888. Na konci 19. století je William McGregor, zakladatel ligy, po vítězství 7:2 proti Aston Ville prohlásil za „Tým všech talentů“. Sunderland vyhrál ligový šampionát v sezóně 1891–92, tedy jednu sezónu po svém vstupu do fotbalové ligy. Sunderland v následující sezóně úspěšně obhájil titul, když mu pomohl skotský hrotový útočník John Campbell, který prolomil hranici 30 branek ve dvou za sebou jdoucích sezónách. V tomto procesu se Sunderland stali prvním týmem, který vstřelil 100 gólů v sezóně, což se podařilo překonat až v letech 1919–20, kdy West Bromwich Albion vytvořil nový rekord.
V sezóně 1893–94 se Sunderland přiblížil ke třetímu ligovému vítězství v řadě, skončil však druhý za Aston Villou. Titul však získali zpět v sezóně 1894–95, kdy sezónu zakončili s pět bodovým náskokem před druhým Evertonem, kdy Campbell se stal potřetí nejlepším střelcem ligy. Po tom jak Watson dovedl Sunderland ke třem mistrovským titulům, na konci sezóny 1895–96 ve funkcí manažera rezignoval a následně se přešel k Liverpoolu. Na jeho místo nastoupil Robert Campbell. V roce 1898 se klub přestěhoval do Roker Parku, který se stal jejich domovem téměř na jedno století. Zpočátku měl stadion kapacitu 30 000 diváků, v následujících desetiletích se však neustále kapacita rozšiřovala a na svém vrcholu mohl stadion pojmout více než 75tisícový dav. Campbell však už s týmem stejné úspěchy jako bývalý manažer Watson nedosáhl, což donutilo Campbella v sezóně 1898–1999 opustit Sunderland a posílit Bristol City.
Skot Alex Mackie nahradil Campbella na pozici manažera sezóny 1899. Po druhém místě v letech 1900–01 získal klub v sezóně 1901–02 čtvrtý ligový titul, když porazil Everton rozdílem tří bodů. V prosinci 1902 se k Sunderlandu připojil Arthur Bridgett, který byl jeho kapitánem 10 sezón a získal 11 Anglických pohárových vítězství.
V roce 1904 bylo vedení společnosti Sunderland zapletené do platebního skandálu s hráčem Andrewem McCombie. Klub údajně půjčil hráči 100 liber (dnes 10,9 tisíc liber), aby mu pomohl založit vlastní firmu, s tím, že peníze později vrátí. McCombie však odmítl vrátit peníze a tvrdil, že šlo o dar. Vyšetřování, které vedl fotbalový svaz, dospělo k závěru, že peníze poskytnuté McCombiemu byly součástí „bonusu za opětovný podpis“, který porušil pravidla svazu. Sunderland dostal pokutu 250 liber (dnes 27,1 tisíc liber) a šest ředitelů bylo suspendovaných na dva a půl roku za to, že neprokazují skutečné záznamy o finančních jednáních klubu. Mackie byl také suspendován na tři měsíce pro svou účast na aféře.

#### 1908–1945
5. prosince 1908 dosáhl Sunderland nejvyšší ligové vítězství proti severovýchodnímu rivalovi Newcastlu United. Vyhráli 9:1; Billy Hogg a George Holley skórovali Hattricky, zatímco Arthur Bridgett dva góly. Pod irským manažerem Bobem kýlem a kapitánem Charlesem Thomsonem klub zvítězil v lize opět v roce 1913, ale prohrál své první finále FA Cupu s Aston Villou 1:0. O dvě sezóny později První světová válka ligu zastavila. Po obnovení ligy se Sunderland přiblížil k zisku dalšího šampionátu v sezoně 1922–23, kdy titul nakonec sebral Liverpool. I v následující sezóně se přiblížili k titulu a skončili na třetím místě, čtyři body za vrcholem ligy. Na druhé straně klub v sezóně 1927–28 unikl sestupu z první divize o jediný bod i přes 35 gólů Davea Hallidaya.
I v následující sezóně se přiblížili k titulu a skončili na třetím místě, čtyři body za vrcholem ligy. Šestý ligový titul klubu přišel v sezóně 1935–36 pod skotským manažerem Johnnym Cochraneom. Během sezóny vstřelili 109 gólů, z toho Raich Carter a Bobby Gurney vstřelili po 31.
Navzdory vítězství v lize se sezóna neobešla bez tragédie. Mladý brankář týmu Jimmy Thorpe zemřel na následky kopu do hlavy a hrudníku poté, co přebral míč v zápase s Chelsea v Roker Parku. Ve hře dále pokračoval až do konce zápasu. Doma se nakonec zhroutil a o čtyři dny zemřel v nemocnici na diabetes mellitus a selhání srdce. Tento tragický incident vedl ke změně pravidel, přičemž hráči už nesměli zvednout nohu na brankáře, když měl míč v náručí pod kontrolou.
V následující sezóně vyhráli FA Cup po vítězství 3–1 proti Preston North End na stadionu Wembley. Ve zbytku desetiletí končily Sunderland v tabulce na středních pozicích, dokud Druhá světová válka nepřerušila všechny ligy jako i FA cup.

#### 1945–1995
Pro Sunderland byly bezprostřední poválečné roky charakteristické značnými výdaji; klub zaplatil v lednu 1949 za Ivora Broadisa z Carlisle United 18 000 liber (dnes 641 tisíc liber). V roce 1950 skončil klub na prvním místě v první divizi, což je jejich nejvyšší příčka od sezony v roce 1936.
Koncem 50. let došlo k prudkému poklesu bohatství Sunderlandu a klub byl opět zapleten do velkého finančního skandálu v roce 1957. Byly shledáni vinnými z provádění plateb hráčem přesahujících maximální mzdu. Dostali pokutu 5 000 GBP (dnes 121 000 GBP) a jejich předsedovi a třem ředitelem byl pozastaven výkon funkce. V následujícím roce Sunderland poprvé ve své 68leté ligové historii sestoupil z nejvyšší divize.
Absence Sunderlandu v nejvyšší lize trvala šest let. V sezóně 1962–63 se dostal klub k branám první divize. Avšak v boji o jedno postupové místo podlehl o skóre Chelsea a na postup musel ještě rok čekat. Na konci dekády se však opět nevihli sestupu do druhé divize, když skončili na dvacáté první pozic. Sunderland získal svou poslední velkou trofej v roce 1973 vítězstvím 1:0 nad Leeds United ve finále FA Cupu. Sunderland, který byl v té době klubem druhé ligy, vyhrál zápas zejména díky úsilí svého gólmana Jimmyho Montgomeryho, který v rychlém sledu zachránil dvě střely z Leedsu na bránu. Od roku 1973 se pouze dva další kluby, Southampton v roce 1976 a West Ham United v roce 1980, vyrovnaly úspěchu Sunderlandu, když vyhráli FA Cup jako týmy mimo nejvyšší anglické ligové úrovně.
Po šesti sezónách v druhé divizi postoupil Sunderland v sezóně 1975–76 opět do první divize. Zde se však dlouho neohřál a hned v následující sezoně znovu sestoupil. Sunderland se představil ve svém prvním finále Ligového poháru v roce 1985, ale s Norwich City prohrál 1:0. V roce 1987 zaznamenal Sunderland jeden z nejnižších ligových bodů ve své historii, když poprvé vypadl do třetí divize anglické ligy. Pod novým předsedou Bobem Murrayem a novým manažerem Denisem Smithem se klub vrátil do druhé divize hned v následující sezóně. V roce 1990 byly za neobvyklých okolností vrátili zpět na nejvyšší úroveň. Sunderland podlehl týmu Swindon Town ve finále play-off, ovšem postup Swindonu byl zrušen poté, co byl klub shledán vinným z finančních nesrovnalostí a namísto něj byl povýšen Sunderland. V nejvyšší lize však Sunderland vydržely jen jednu sezónu, když o jejich sestupu se rozhodlo v poslední den sezóny. Manažerem Sunderlandu byl v roce 1997 jmenován Peter Reid a působil zde do roku 2002. Další úspěch Sunderlandu bylo velké finále FA Cupu v roce 1992, kde se představil jako klub druhé ligy. Senzace z roku 1973 se však neopakovala neboť ve finále podlehli Liverpoolu 2:0.

#### 1995–2016
V roce 1995 čelili Sunderland opět sestupu do 3. úrovně anglického fotbalu. Peter Reid byl jmenován hlavním manažera a situace se rychle změnila. Reida pobyt na lavičce Sunderlandu měl na mužstvo a pozici stabilizační účinek; zůstal manažerem sedm let. Po postupu z Division One v sezóně 1995–96 začal Sunderland svou první sezónu v Premier League, ale skončil třetí odspodu a sestoupil zpět do první ligy, přesto, že porazil Manchester United, Arsenal a Chelsea.
V roce 1997 Sunderland po 99 letech opustil domovský stadion Roker Park. Bývalý hráč Sunderlandu Jen Shackleton, který má na stadion hezké vzpomínky, řekl: „Nikdy nebude existovat jiné místo než Roker.“ Klub se přestěhoval na Stadium of Light, arénu s 42 000 sedadly, která byla v té době největším stadionem postaveným v Anglii po druhé světové válce. Kapacita byla později zvýšena na 49 000.
Sunderland se vrátil do Premier League jako šampion první ligy v roce 1999 se tehdejšími rekordními 105 body. Sezóna Sunderlandu 1999–2000 začala na Stamford Bridge, kde jejich Chelsea porazila 4:0. V odvetném zápase později v sezóně však Sunderland otočil a jejich prohru 4:0 „pomstil“ výhrou 4:1 na domovském Stadium of Light. Sunderland také dosáhl v St. James 'Park vítězství 2:1 nad soupeřem Newcastle United, což přispělo k rezignaci manažera Newcastlu Ruuda Gullita. Na konci sezóny skončil Sunderland na sedmém místě, když Kevin Phillips ve své první nejvyšší sezoně získal Evropské zlaté kopačky když vstřelil 30 branek.
Po dalším sedmém místě v sezóně 2000–01 následovaly dvě méně úspěšné sezóny když sestoupili nižší ligy s rekordně nízkým počtem bodů 19 v roce 2003. Do klubu přišel bývalý manažer irské reprezentace Mick McCarthy. Pobyt klubu v elitní soutěži však netrval dlouho, protože Sunderland opět sestoupil, tentokrát s novým rekordně nízkým celkovým počtem 15 bodů. McCarthy opustil klub v polovině sezóny a dočasně ho nahradil bývalý hráč Sunderlandu Kevin Ball. Rekordně nízký 15–bodový výkon překonal v sezóně 2007–08 Derby County, který skončil s jedenácti body.
Po vypadnutí Sunderlandu z Premier League klub převzalo irské konsorcium Drumaville na čele s bývalým hráčem Niallem Quinnem, který za nového manažera jmenoval bývalého kapitána Manchesteru United – Roye Keana. Pod vedením Keana klub stabilně zlepšoval své výsledky i postavení v tabulce po šňůře 17 zápasů bez prohry postoupil do Premier League. Po nestabilním začátku sezóny 2008–09 Keane rezignoval. Před začátkem následující sezóny irsko-americký podnikatel Ellis Short dokončil úplné převzetí klubu a Steve Bruce byl jmenován manažera 3. června.
Sunderland začal sezónu 2010–11 velmi dobře, ale poté, co Bent v lednu 2011 odešel do Aston Villy skončil v lize na desátém místě – což bylo stále jejich nejvyšší umístění v tabulce Premier League za posledních 10 let. Sezóna 2013–14 začala špatně a tehdejší manažer Di Canio byl i díky špatným vztahům s hráči propuštěn. Gus Poyet byl jmenován jako jeho náhradník a dovedl Sunderland do finále fotbalového Ligového poháru 2014, kde je porazili Manchester City 3:1.

#### 2016–současnost (zpracované po začátek pandemie covidu-19)
V červenci 2016 Allardyce opustil klub a byl jmenován manažera anglického národního týmu. Jak jeho náhradník byl jmenován bývalý manažer Evertonu a Manchesteru United David Moyes. Sunderland pod vedením Moyes dosáhl nejhorší start do sezony Premier League, když ze svých úvodních 10 zápasů získal pouze dva body. Na konci sezóny 2016–17 klub poprvé po deseti letech sestoupil do druhé ligy, když skončil na konci tabulky s 24 body. Moyes byl nucen rezignovat na pozici manažera týmu. V červnu 2017 byl brankář Jordan Pickford (produkt akademie Sunderlandu, který vstoupil do klubu ve věku osm let) prodán do Evertonu za 25 milionů GBP, což představuje rekordní částku pro britského brankáře.
Po vypadnutí byl Simon Grayson prohlášen za nového manažera klubu. Pod vedením Graysona klub velmi špatně odstartoval sezónu EFL Championship 2017–18 (dokumentovanou v sérii Netflix Sunderland 'Til I Die), když v 14 zápasech zaznamenal pouze 2 vítězství. Po remíze 3:3 proti Boltonu byl Grayson vyhozen a v listopadu 2017 ho nahradil hlavní trenér Walesu Chris Coleman. V dubnu 2018 však klub opět sestoupil, tentokrát do League One (což je třetí nejvyšší Anglická fotbalová liga).
Manažer St Mirren Jack Ross byl jmenován nového manažera v květnu 2018. V první sezóně klubu v League One skončili na 5. místě a dostali se do finále play-off, ve Wembley však podlehl Charlton Athletic. Po špatném začátku sezóny 2019–20 byl Ross v říjnu 2019 propuštěn. Na jeho místo nastoupil 17. října bývalý manažer Boltonu Phil Parkinson. Sunderland ukončil sezónu na 8. místě, což je jejich historicky nejnižší pozice v lize. Konečné pořadí této sezóny se nakonec určilo podle bodů po posledním odehraném zápase z důvodu pozastavení fotbalu v důsledku pandemie covidu-19.

## Historické názvy
Zdroj: 
- 1879 – Sunderland & District Teachers AFC (Sunderland & District Teachers Association Football Club)
- 1881 – Sunderland AFC (Sunderland Association Football Club)

## Získané trofeje
- First Division / Premier League ( 6× )
  - 1891/92, 1892/93, 1894/95, 1901/02, 1912/13, 1935/36
- FA Cup ( 2× )
  - 1936/37, 1972/73
- Community Shield ( 1× )
  - 1936

## Úspěchy v domácích pohárech
Zdroj: 
- FA Cup
  - Vítěz: 1936/37, 1972/73
- EFL Cup
  - Finále: 1984/85, 2013/14
- EFL Trophy
  - Semifinále (Sever): 1985/86

## Významní hráči
- John Campbell (1890–1897)
- Charlie Buchan (1911–1925)
- Dave Halliday (1925–1929)
- Bobby Gurney (1925–1950)

## Umístění v jednotlivých sezonách
Stručný přehled
Zdroj: 
- 1890–1892: Football League
- 1892–1958: Football League First Division
- 1958–1964: Football League Second Division
- 1964–1970: Football League First Division
- 1970–1976: Football League Second Division
- 1976–1977: Football League First Division
- 1977–1980: Football League Second Division
- 1980–1985: Football League First Division
- 1985–1987: Football League Second Division
- 1987–1988: Football League Third Division
- 1988–1990: Football League Second Division
- 1990–1991: Football League First Division
- 1991–1992: Football League Second Division
- 1992–1996: Football League First Division
- 1996–1997: Premier League
- 1997–1999: Football League First Division
- 1999–2003: Premier League
- 2003–2004: Football League First Division
- 2004–2005: Football League Championship
- 2005–2006: Premier League
- 2006–2007: Football League Championship
- 2007–2017: Premier League
- 2017–2018: English Football League Championship
- 2018–2022: English Football League One
- 2022–2025: English Football League Championship
- 2025–: Premier League

Jednotlivé ročníky
Zdroj: 
Legenda: Z – zápasy, V – výhry, R – remízy, P – porážky, VG – vstřelené góly, OG – obdržené góly, +/− – rozdíl skóre, B – body, červené podbarvení – sestup, zelené podbarvení – postup, fialové podbarvení – reorganizace, změna skupiny či soutěže
| Anglie (1890 – )                                          |                  |        |    |    |    |    |     |    |     |     |        |
| Sezóny                                                    | Liga             | Úroveň | Z  | V  | R  | P  | VG  | OG | +/− | B   | Pozice |
| 1890/91                                                   | Football League  | 1      | 22 | 10 | 5  | 7  | 51  | 31 | +20 | 23  | 7.     |
| 1891/92                                                   | Football League  | 1      | 26 | 21 | 0  | 5  | 93  | 36 | +57 | 42  | 1.     |
| 1892/93                                                   | First Division   | 1      | 30 | 22 | 4  | 4  | 100 | 36 | +64 | 48  | 1.     |
| 1893/94                                                   | First Division   | 1      | 30 | 17 | 4  | 9  | 72  | 44 | +28 | 38  | 2.     |
| 1894/95                                                   | First Division   | 1      | 30 | 21 | 5  | 4  | 80  | 37 | +43 | 47  | 1.     |
| 1895/96                                                   | First Division   | 1      | 30 | 15 | 7  | 8  | 52  | 41 | +11 | 37  | 5.     |
| 1896/97                                                   | First Division   | 1      | 30 | 7  | 9  | 14 | 34  | 47 | −13 | 23  | 15.    |
| 1897/98                                                   | First Division   | 1      | 30 | 16 | 5  | 9  | 43  | 30 | +13 | 37  | 2.     |
| 1898/99                                                   | First Division   | 1      | 34 | 15 | 6  | 13 | 41  | 41 | 0   | 36  | 7.     |
| 1899/00                                                   | First Division   | 1      | 34 | 19 | 3  | 12 | 50  | 35 | +15 | 41  | 3.     |
| 1900/01                                                   | First Division   | 1      | 34 | 15 | 13 | 6  | 57  | 26 | +31 | 43  | 2.     |
| 1901/02                                                   | First Division   | 1      | 34 | 19 | 6  | 9  | 50  | 35 | +15 | 44  | 1.     |
| 1902/03                                                   | First Division   | 1      | 34 | 16 | 9  | 9  | 51  | 36 | +15 | 41  | 3.     |
| 1903/04                                                   | First Division   | 1      | 34 | 17 | 5  | 12 | 63  | 49 | +14 | 39  | 6.     |
| 1904/05                                                   | First Division   | 1      | 34 | 16 | 8  | 10 | 60  | 44 | +16 | 40  | 5.     |
| 1905/06                                                   | First Division   | 1      | 38 | 15 | 5  | 18 | 61  | 70 | −9  | 35  | 14.    |
| 1906/07                                                   | First Division   | 1      | 38 | 14 | 9  | 15 | 65  | 66 | −1  | 37  | 10.    |
| 1907/08                                                   | First Division   | 1      | 38 | 16 | 3  | 19 | 78  | 75 | +3  | 35  | 16.    |
| 1908/09                                                   | First Division   | 1      | 38 | 21 | 5  | 12 | 78  | 63 | +15 | 44  | 3.     |
| 1909/10                                                   | First Division   | 1      | 38 | 18 | 5  | 15 | 66  | 51 | +15 | 41  | 8.     |
| 1910/11                                                   | First Division   | 1      | 38 | 15 | 15 | 8  | 67  | 48 | +19 | 45  | 3.     |
| 1911/12                                                   | First Division   | 1      | 38 | 14 | 11 | 13 | 58  | 51 | +7  | 39  | 8.     |
| 1912/13                                                   | First Division   | 1      | 38 | 25 | 4  | 9  | 86  | 43 | +43 | 54  | 1.     |
| 1913/14                                                   | First Division   | 1      | 38 | 17 | 6  | 15 | 63  | 52 | +11 | 40  | 7.     |
| 1914/15                                                   | First Division   | 1      | 38 | 18 | 5  | 15 | 81  | 72 | +9  | 41  | 8.     |
| V letech 1915 až 1918 se nehrála žádná pravidelná soutěž. |                  |        |    |    |    |    |     |    |     |     |        |
| 1919/20                                                   | First Division   | 1      | 42 | 22 | 4  | 16 | 72  | 59 | +13 | 48  | 5.     |
| 1920/21                                                   | First Division   | 1      | 42 | 14 | 13 | 15 | 57  | 60 | −3  | 41  | 12.    |
| 1921/22                                                   | First Division   | 1      | 42 | 16 | 8  | 18 | 60  | 62 | −2  | 40  | 12.    |
| 1922/23                                                   | First Division   | 1      | 42 | 22 | 10 | 10 | 72  | 54 | +18 | 54  | 2.     |
| 1923/24                                                   | First Division   | 1      | 42 | 22 | 9  | 11 | 71  | 54 | +17 | 53  | 3.     |
| 1924/25                                                   | First Division   | 1      | 42 | 19 | 10 | 13 | 64  | 51 | +13 | 48  | 7.     |
| 1925/26                                                   | First Division   | 1      | 42 | 21 | 6  | 15 | 96  | 80 | +16 | 48  | 3.     |
| 1926/27                                                   | First Division   | 1      | 42 | 21 | 7  | 14 | 98  | 70 | +28 | 49  | 3.     |
| 1927/28                                                   | First Division   | 1      | 42 | 15 | 9  | 18 | 74  | 76 | −2  | 39  | 15.    |
| 1928/29                                                   | First Division   | 1      | 42 | 20 | 7  | 15 | 93  | 75 | +18 | 47  | 4.     |
| 1929/30                                                   | First Division   | 1      | 42 | 18 | 7  | 17 | 76  | 80 | −4  | 43  | 9.     |
| 1930/31                                                   | First Division   | 1      | 42 | 16 | 9  | 17 | 89  | 85 | +4  | 41  | 11.    |
| 1931/32                                                   | First Division   | 1      | 42 | 15 | 10 | 17 | 67  | 73 | −6  | 40  | 13.    |
| 1932/33                                                   | First Division   | 1      | 42 | 15 | 10 | 17 | 63  | 80 | −17 | 40  | 12.    |
| 1933/34                                                   | First Division   | 1      | 42 | 16 | 12 | 14 | 81  | 56 | +25 | 44  | 6.     |
| 1934/35                                                   | First Division   | 1      | 42 | 19 | 16 | 7  | 90  | 51 | +39 | 54  | 2.     |
| 1935/36                                                   | First Division   | 1      | 42 | 25 | 6  | 11 | 109 | 74 | +35 | 56  | 1.     |
| 1936/37                                                   | First Division   | 1      | 42 | 19 | 6  | 17 | 89  | 87 | +2  | 44  | 8.     |
| 1937/38                                                   | First Division   | 1      | 42 | 14 | 16 | 12 | 55  | 57 | −2  | 44  | 8.     |
| 1938/39                                                   | First Division   | 1      | 42 | 13 | 12 | 17 | 54  | 67 | −13 | 38  | 16.    |
| V letech 1939 až 1945 se nehrála žádná pravidelná soutěž. |                  |        |    |    |    |    |     |    |     |     |        |
| 1946/47                                                   | First Division   | 1      | 42 | 18 | 8  | 16 | 65  | 66 | −1  | 44  | 9.     |
| 1947/48                                                   | First Division   | 1      | 42 | 13 | 10 | 19 | 56  | 67 | −11 | 36  | 20.    |
| 1948/49                                                   | First Division   | 1      | 42 | 13 | 17 | 12 | 49  | 58 | +11 | 43  | 8.     |
| 1949/50                                                   | First Division   | 1      | 42 | 21 | 10 | 11 | 83  | 62 | +21 | 52  | 3.     |
| 1950/51                                                   | First Division   | 1      | 42 | 12 | 16 | 14 | 63  | 73 | −10 | 40  | 12.    |
| 1951/52                                                   | First Division   | 1      | 42 | 15 | 12 | 15 | 70  | 61 | +9  | 42  | 12.    |
| 1952/53                                                   | First Division   | 1      | 42 | 15 | 13 | 14 | 68  | 82 | −14 | 43  | 9.     |
| 1953/54                                                   | First Division   | 1      | 42 | 14 | 8  | 20 | 81  | 89 | −8  | 36  | 18.    |
| 1954/55                                                   | First Division   | 1      | 42 | 15 | 18 | 9  | 64  | 54 | +10 | 48  | 4.     |
| 1955/56                                                   | First Division   | 1      | 42 | 17 | 9  | 16 | 80  | 95 | −15 | 43  | 9.     |
| 1956/57                                                   | First Division   | 1      | 42 | 12 | 8  | 22 | 67  | 88 | −21 | 32  | 20.    |
| 1957/58                                                   | First Division   | 1      | 42 | 10 | 12 | 22 | 54  | 97 | −43 | 32  | 21.    |
| 1958/59                                                   | Second Division  | 2      | 42 | 16 | 8  | 18 | 64  | 75 | −11 | 40  | 15.    |
| 1959/60                                                   | Second Division  | 2      | 42 | 12 | 12 | 18 | 52  | 65 | −13 | 36  | 16.    |
| 1960/61                                                   | Second Division  | 2      | 42 | 17 | 13 | 12 | 75  | 60 | +15 | 47  | 6.     |
| 1961/62                                                   | Second Division  | 2      | 42 | 22 | 9  | 11 | 85  | 50 | +35 | 53  | 3.     |
| 1962/63                                                   | Second Division  | 2      | 42 | 20 | 12 | 10 | 84  | 55 | +29 | 52  | 3.     |
| 1963/64                                                   | Second Division  | 2      | 42 | 25 | 11 | 6  | 81  | 37 | +44 | 61  | 2.     |
| 1964/65                                                   | First Division   | 1      | 42 | 14 | 9  | 19 | 64  | 74 | −10 | 37  | 15.    |
| 1965/66                                                   | First Division   | 1      | 42 | 14 | 8  | 20 | 51  | 72 | −21 | 36  | 19.    |
| 1966/67                                                   | First Division   | 1      | 42 | 14 | 8  | 20 | 58  | 72 | −14 | 36  | 17.    |
| 1967/68                                                   | First Division   | 1      | 42 | 13 | 11 | 18 | 51  | 61 | −10 | 37  | 15.    |
| 1968/69                                                   | First Division   | 1      | 42 | 11 | 12 | 19 | 43  | 67 | −24 | 34  | 17.    |
| 1969/70                                                   | First Division   | 1      | 42 | 6  | 14 | 22 | 30  | 68 | −38 | 26  | 21.    |
| 1970/71                                                   | Second Division  | 2      | 42 | 15 | 12 | 15 | 52  | 54 | −2  | 42  | 13.    |
| 1971/72                                                   | Second Division  | 2      | 42 | 17 | 16 | 9  | 67  | 57 | +10 | 50  | 5.     |
| 1972/73                                                   | Second Division  | 2      | 42 | 17 | 12 | 13 | 59  | 49 | +10 | 46  | 6.     |
| 1973/74                                                   | Second Division  | 2      | 42 | 19 | 9  | 14 | 58  | 44 | +14 | 47  | 6.     |
| 1974/75                                                   | Second Division  | 2      | 42 | 19 | 13 | 10 | 65  | 35 | +30 | 51  | 4.     |
| 1975/76                                                   | Second Division  | 2      | 42 | 24 | 8  | 10 | 67  | 36 | +31 | 56  | 1.     |
| 1976/77                                                   | First Division   | 1      | 42 | 11 | 12 | 19 | 46  | 54 | −8  | 34  | 20.    |
| 1977/78                                                   | Second Division  | 2      | 42 | 14 | 16 | 12 | 67  | 59 | +8  | 44  | 6.     |
| 1978/79                                                   | Second Division  | 2      | 42 | 22 | 11 | 9  | 70  | 44 | +26 | 55  | 4.     |
| 1979/80                                                   | Second Division  | 2      | 42 | 21 | 12 | 9  | 69  | 42 | +27 | 54  | 2.     |
| 1980/81                                                   | First Division   | 1      | 42 | 14 | 7  | 21 | 52  | 53 | −1  | 35  | 17.    |
| 1981/82                                                   | First Division   | 1      | 42 | 11 | 11 | 20 | 38  | 58 | −20 | 44  | 19.    |
| 1982/83                                                   | First Division   | 1      | 42 | 12 | 14 | 16 | 48  | 61 | −13 | 50  | 16.    |
| 1983/84                                                   | First Division   | 1      | 42 | 13 | 13 | 16 | 42  | 53 | −11 | 52  | 13.    |
| 1984/85                                                   | First Division   | 1      | 42 | 10 | 10 | 22 | 40  | 62 | −22 | 40  | 21.    |
| 1985/86                                                   | Second Division  | 2      | 42 | 13 | 11 | 18 | 47  | 61 | −14 | 50  | 17.    |
| 1986/87                                                   | Second Division  | 2      | 42 | 12 | 12 | 18 | 49  | 59 | −10 | 48  | 20.    |
| 1987/88                                                   | Third Division   | 3      | 46 | 27 | 12 | 7  | 92  | 48 | +44 | 93  | 1.     |
| 1988/89                                                   | Second Division  | 2      | 46 | 16 | 15 | 15 | 60  | 60 | 0   | 63  | 11.    |
| 1989/90                                                   | Second Division  | 2      | 46 | 20 | 14 | 12 | 70  | 64 | +6  | 74  | 6.     |
| 1990/91                                                   | First Division   | 1      | 38 | 8  | 10 | 20 | 38  | 60 | −22 | 34  | 19.    |
| 1991/92                                                   | Second Division  | 2      | 46 | 14 | 11 | 21 | 61  | 65 | −4  | 53  | 18.    |
| 1992/93                                                   | First Division   | 2      | 46 | 13 | 11 | 22 | 50  | 64 | −14 | 50  | 21.    |
| 1993/94                                                   | First Division   | 2      | 46 | 19 | 8  | 19 | 54  | 57 | −3  | 65  | 12.    |
| 1994/95                                                   | First Division   | 2      | 46 | 12 | 18 | 16 | 41  | 45 | −1  | 54  | 20.    |
| 1995/96                                                   | First Division   | 2      | 46 | 22 | 17 | 7  | 59  | 33 | +26 | 83  | 1.     |
| 1996/97                                                   | Premier League   | 1      | 38 | 10 | 10 | 18 | 35  | 53 | −18 | 40  | 18.    |
| 1997/98                                                   | First Division   | 2      | 46 | 26 | 12 | 8  | 86  | 50 | +36 | 90  | 3.     |
| 1998/99                                                   | First Division   | 2      | 46 | 31 | 12 | 3  | 91  | 28 | +63 | 105 | 1.     |
| 1999/00                                                   | Premier League   | 1      | 38 | 16 | 10 | 12 | 57  | 56 | +1  | 58  | 7.     |
| 2000/01                                                   | Premier League   | 1      | 38 | 15 | 12 | 11 | 46  | 41 | +5  | 57  | 7.     |
| 2001/02                                                   | Premier League   | 1      | 38 | 10 | 10 | 18 | 29  | 51 | −22 | 40  | 17.    |
| 2002/03                                                   | Premier League   | 1      | 38 | 4  | 7  | 27 | 21  | 65 | −44 | 19  | 20.    |
| 2003/04                                                   | First Division   | 2      | 46 | 22 | 13 | 11 | 62  | 45 | +17 | 79  | 3.     |
| 2004/05                                                   | The Championship | 2      | 46 | 29 | 7  | 10 | 76  | 41 | +35 | 94  | 1.     |
| 2005/06                                                   | Premier League   | 1      | 38 | 3  | 6  | 29 | 26  | 69 | −43 | 15  | 20.    |
| 2006/07                                                   | The Championship | 2      | 46 | 27 | 7  | 12 | 76  | 47 | +29 | 88  | 1.     |
| 2007/08                                                   | Premier League   | 1      | 38 | 11 | 6  | 21 | 36  | 59 | −23 | 39  | 15.    |
| 2008/09                                                   | Premier League   | 1      | 38 | 9  | 9  | 20 | 34  | 54 | −20 | 36  | 16.    |
| 2009/10                                                   | Premier League   | 1      | 38 | 11 | 11 | 16 | 48  | 56 | −8  | 44  | 13.    |
| 2010/11                                                   | Premier League   | 1      | 38 | 12 | 11 | 15 | 45  | 56 | −11 | 47  | 10.    |
| 2011/12                                                   | Premier League   | 1      | 38 | 11 | 12 | 15 | 45  | 46 | −1  | 45  | 13.    |
| 2012/13                                                   | Premier League   | 1      | 38 | 9  | 12 | 17 | 41  | 54 | −13 | 39  | 17.    |
| 2013/14                                                   | Premier League   | 1      | 38 | 10 | 8  | 20 | 41  | 60 | −19 | 38  | 14.    |
| 2014/15                                                   | Premier League   | 1      | 38 | 7  | 17 | 14 | 31  | 53 | −22 | 38  | 16.    |
| 2015/16                                                   | Premier League   | 1      | 38 | 9  | 12 | 17 | 48  | 62 | −14 | 39  | 17.    |
| 2016/17                                                   | Premier League   | 1      | 38 | 6  | 6  | 26 | 29  | 69 | −40 | 24  | 20.    |
| 2017/18                                                   | EFL Championship | 2      | 46 | 7  | 16 | 23 | 52  | 80 | −28 | 37  | 24.    |
| 2018/19                                                   | EFL League One   | 3      | 46 | 22 | 19 | 5  | 80  | 47 | +33 | 85  | 5.     |
| 2019/20                                                   | EFL League One   | 3      | 36 | 16 | 11 | 9  | 48  | 32 | +16 | 59  | 8.     |
| 2020/21                                                   | EFL League One   | 3      | 46 | 20 | 17 | 9  | 60  | 37 | +28 | 77  | 4.     |
| 2021/22                                                   | EFL League One   | 3      | 46 | 24 | 12 | 10 | 79  | 53 | +26 | 84  | 5.     |
| 2022/23                                                   | EFL Championship | 2      | 46 | 18 | 15 | 13 | 68  | 55 | +13 | 69  | 6.     |
| 2023/24                                                   | EFL Championship | 2      | 46 | 16 | 8  | 22 | 52  | 54 | -2  | 56  | 16.    |
| 2024/25                                                   | EFL Championship | 2      | 46 | 21 | 13 | 12 | 58  | 44 | +14 | 76  | 4.     |

Sezona 2019/20 byla předčasně ukončena a dohrálo se jen play off o postup do 2. ligy.